# Rotown

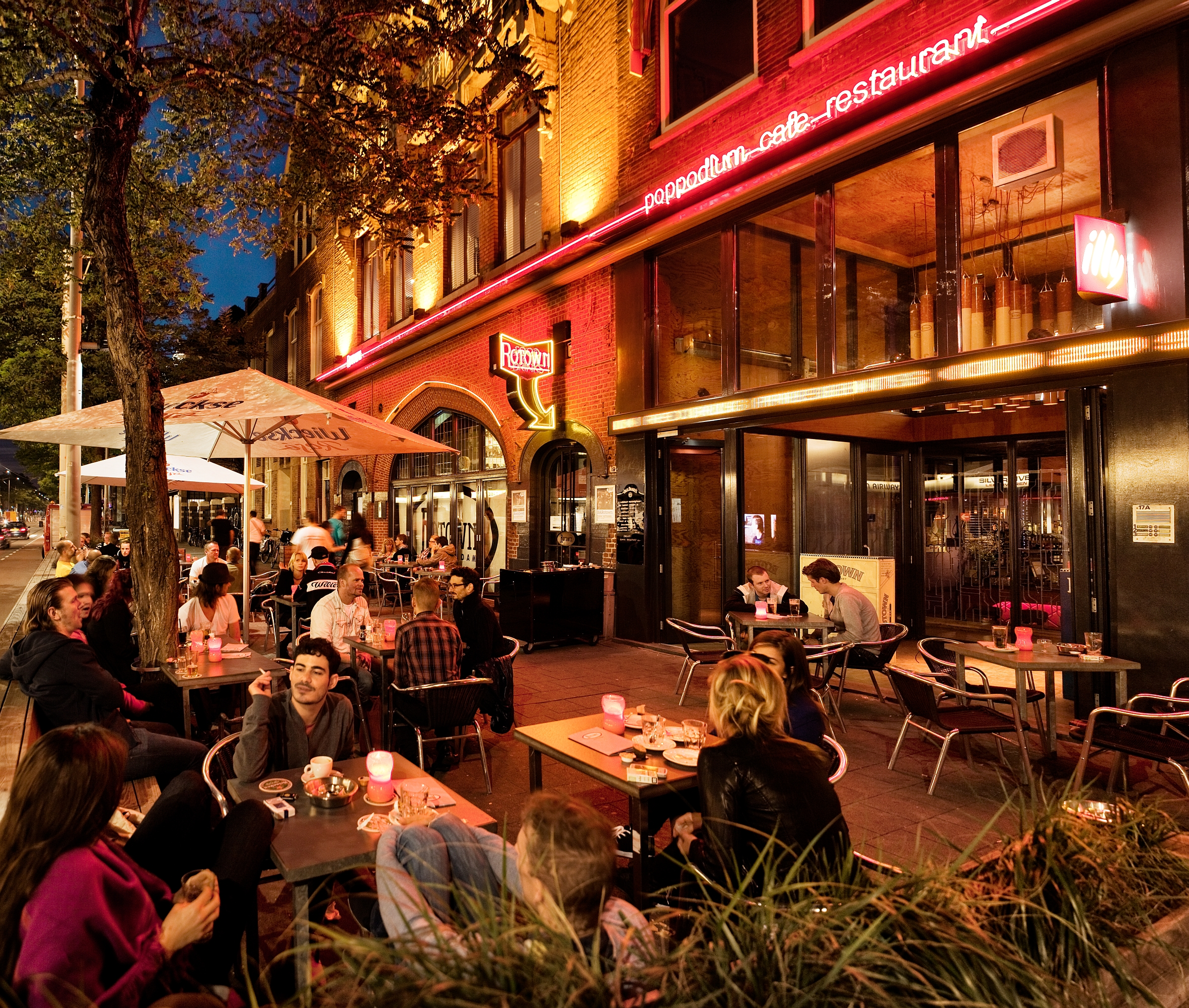
Rotown aan de Nieuwe Binnenweg

Rotown is een poppodium aan de Nieuwe Binnenweg ten westen van het centrum van de Nederlandse stad Rotterdam.

## Oprichting en opening
Op het gebied van popmuziek staat Rotterdam er niet best voor in 1987. Het jongerencentrum Eksit (waar Sex Pistols en U2 nog hebben gespeeld) is drie jaar eerder overgegaan in Arena aan de West-Kruiskade en moet nu wegens geldgebrek de deuren sluiten. De Lantaren aan de Gouvernestraat (het tegenwoordige Theater Lantaren/Venster aan de Otto Reuchlinweg) programmeert nog maar sporadisch popmuziek en er zijn nauwelijks muziekcafés in de Maasstad te vinden. De journalist en muzikant Fons Burger besluit in te grijpen met een eigen muziekcafé/podium. Zijn oog valt op een voormalig Chinees restaurant aan de Nieuwe Binnenweg. De jonge architect Peter Jens maakt de ontwerpen voor de ruimte die een café met podium, een platenmaatschappij, een kiosk, een broodjeszaak, een eetcafé, een Mexicaanse picanteria en een fotogalerie moet gaan herbergen. De naam Rotown - een verbastering van Motown (Detroit) - wordt al in de jaren zestig verzonnen door de Rotterdamse muzikant Peter Snoei en door de Rotterdamse dichter/schrijver Jules Deelder vereeuwigd in het gedicht 'Rotown Magic'.
De opening vindt plaats op 30 april (Koninginnedag) 1987 en Rotown is meteen een groot succes. Op vijf avonden in de week is er live-muziek en alles wordt opgenomen met het aanwezige studioapparatuur. De Rotterdamse muziekscene heeft weer een club om in op te treden.
Na enige touwtrekkerij met andere partijen weet Burger ook de hand te leggen op het leegstaande Arena-pand aan de Kruiskade. Hier verrijst in 1988 Nighttown dat bijna kan worden gezien als een uitvergroting van Rotown. In een tijd dat de Nederlandse popcultuur nog valt onder gesubsidieerd jongerenwerk, is het bijzonder dat Burger deze ruimte voor een groot deel op commerciële wijze wil uitbaten. Nu is er ook weer plek in Rotterdam voor grotere binnen- en buitenlandse clubacts. Maar Nighttown wordt vooral een pionier op het gebied van dance en combineert als eerste Nederlandse club rockconcerten met houseparty's. Wanneer dit over zijn hoogtepunt heen raakt, takelt Nighttown echter langzaam af en moet het definitief de deuren sluiten in 2006.
Jongerenwerker Dick Pakkert heeft een eigen new wave/punkbar-disco gerund in Hengelo en een paar jaar gewerkt in het Nijmeegse theater- en muziekbolwerk O42 als hij eind jaren tachtig naar Rotterdam komt. Hij begint in Nighttown te werken als bedrijfsleider maar maakt al snel de overstap naar Rotown. Naar eigen zeggen klikte het zakelijk niet zo tussen hem en Burger, wat hem de optie gaf om te vertrekken of Rotown zelf te kopen. Burger steunt hem in dat laatste idee en in 1991 wordt Pakkert de nieuwe eigenaar van Rotown. Zo maakt Rotown zich weer los van Nighttown.

## Muziekprogramma
Ter gelegenheid van het eenjarige bestaan van Rotown verschijnt in 1988 de lp 'Live At Rotown' op Rotown Records. Van de acht groepen met namen als Bo The Rude, The Mates en Gino Cappuccino die tijdens hun optredens in Rotown zijn vastgelegd door technicus Loek van Putten, wordt daarna niet veel meer gehoord. Tot 2012 blijft het ook bij één lp-uitgave van Rotown Records. Heleen Verwey, mede-initiatiefnemer en eerste programmeur van Rotown, is nog onervaren op het gebied van acts boeken en moet groeien in haar rol van programmeur van vijf concerten per week. Haar opvolger Harry Hamelink (1990 - 1991) is meteen al een stuk daadkrachtiger en probeert zoveel mogelijk veelbelovende namen te filteren uit het grote aanbod van artiesten. Dit combineert hij met Nighttown waar hij tot het einde blijft werken als hoofdprogrammeur en bedenker van het nog steeds lopende festival Motel Mozaïque. Bij Rotown wordt hij opgevolgd door Tom Tromp (1992) die zich vooral inzet voor meer traditionele muziekstijlen als country en blues. Majel Blonden (1993 - 1994) laat een frissere wind waaien en richt zich meer op alternative/indie-muziek waarmee zij een jong publiek wil aanspreken. Marguerite Melchers (1994 - 1997) voegt hier meer theatrale en cabaret-achtige acts aan toe zoals een Fins schreeuwkoor en El Vez, de glamoureuze Mexicaanse Elvis Presley.
Melchers stelt ook het boek 'Rotown Magic' samen, dat verschijnt tijdens het tienjarige bestaan van Rotown in 1997. De enorme lijst van artiesten en bands uit dat eerste decennium, waarmee 'Rotown Magic' besluit, bevat indrukwekkende namen als Adrian Borland (The Sound), Alex Chilton (Big Star), Big Country, Giant Sand, Kevin Coyne, Yo La Tengo, Van Dik Hout en K's Choice. De legendarische singer/songwriter Townes van Zandt geeft een van zijn laatste concerten in Rotown voordat hij overlijdt in 1997.
Met Dave Andriesse (1997 - 1999) en Gideon Karting (1999 - 2002) begint Rotown steeds meer uit te groeien van een muziekcafé tot serieus muziekpodium met landelijke bekendheid en waarmee internationale boekingskantoren rekening gaan houden. Voor beginnende en veelbelovende Nederlandse en buitenlandse bands wordt het interessant om op het Rotownpodium te spelen, wat leidt tot concerten van onder andere Calexico, Cat Power, Ilse Delange, Kane, Peaches en Ian Brown (Stone Roses).
Uit de koker van Karting en de Rotterdamse dj/turntablist Eni-Less komt 'National Phonographic', een baanbrekend festival waarin in 2000 de dj/scratcher/turntablist voor het eerst in het licht wordt gezet als muzikant en geluidskunstenaar. Karting krijgt ook de groep Live op het hoogtepunt van hun roem aangeboden voor een fanclub-avond die live-stream over de hele wereld wordt bekeken.
Henry Oogjen (2002 - 2005) begint in Rotown als dj van indie-muziek en zet die lijn door met zijn programmering. Met trots mag hij, naast groepen als The Raveonettes, Bright Eyes en Oceansize, Frans Ferdinand verwelkomen wanneer deze Schotse groep net is doorgebroken met de single 'Take me Out'. Met de komst van de programmeur Joey Ruchtie in 2005 zet de professionalisering van Rotown alleen maar door en wordt het een internationaal podium op het gebied van indie, americana, singer/songwriter-muziek en hiermee verwante stijlen. De wapenfeiten van Ruchtie in zijn eerste jaren zijn onder andere The Kooks en The Veils.
Rotown werkt tussen 2001 en 2007 met andere Nederlandse clubs mee aan de programmering van het Metropolisfestival in het Zuiderpark. De circusachtige tent waarin onder andere The Strokes en The Thermals hun Nederlandse debuut maken, wordt gedeeld met het Amsterdamse Paradiso.      
In het nieuwe decennium wijkt Rotown regelmatig uit naar andere locaties. Zo worden concerten van onder andere Sexteto Cayegue en Susanna And The Magical Orchestra gehouden in de, praktisch naast Rotown gelegen Paradijskerk. Vanaf 2010 wordt Pakkert ook eigenaar van café De Unie aan de Mauritsweg. De Belgische singer/songwriter Guido Belcanto speelt hier en Rotterdamse singer/songwriters als Vera en Tamara Woestenburg presenteren hun nieuwe cd's in de Uniezaal.

## Stadscafé
Al vanaf de eerste jaren kent Rotown de zogenaamde 'Houseshow'. Met een vaste band (de Houseband) worden hierbij, veelal lokale artiesten uitgenodigd om hun favoriete nummers te zingen. Daarnaast worden zij op het podium geïnterviewed door Burger en Verwey. Dit groeit uit tot een vaste waarde waarop, traditioneel op de zondagavond, een prominente gast een volledig concert geeft met cover-repertoire, bijgestaan door de trouwe Houseband. Onder andere Frédérique Spigt, Barry Hay (die niet wegkomt zonder een versie van 'Radar Love') en Herman Brood (die zijn 'Saturday Night' niet vergeet) weet men hiervoor te strikken.
De zondag-sessies groeien in de jaren negentig uit tot populaire avonden, verzorgd door gelegenheidsbands die veelal zijn samengesteld uit de Rotterdamse muziekscene met namen als Cobraz, Bad To The Bone, Ramjets, Ramonas en Doppelgängers. De hele muziekgeschiedenis wordt afgewerkt: AC/DC, Blondie, Joy Division, Thin Lizzy, etc.. Willem Cramer (East Meets West, Cobraz) verspreidt voor zijn Tom Waits-sessie zo'n natuurgetrouwe concertposter dat Rotown telefoontjes krijgt of de echte Tom Waits misschien komt spelen en Chris Grem (Cobraz, Charlie Dée) zet zo'n sterke David Bowie neer dat het publiek twee keer moet kijken om zich ervan te overtuigen dat niet de echte coryfee op het podium staat. Hagenees Henk Koorn (Hallo Venray) vindt in Rotterdam een ideale begeleidingsband om zijn geliefde Neil Young-repertoire mee te spelen. Daarnaast zijn er thema's zoals de 'Klassenavond' (met leden van Cobraz, Belmondo, Ramjets en Nits) vol soul-, disco- en popklassiekers met een hoog schuifelgehalte of de 'Hoerensessie' (door Stinksister met gasten) waarin louter liedjes over prostitutie aan bod komen. Programmeur Andriesse maakt min of meer een einde aan deze, veelal Rotterdamse onderonsjes maar helemaal verdwijnen de Rotown-sessies nooit. Zo speelt Mono in 2010 repertoire van Led Zeppelin en laat Elle Bandita in 2011 horen goed thuis te zijn in de muziek van PJ Harvey.
Als stadscafé speelt Rotown in de jaren negentig een belangrijke rol als plek voor Rotterdamse muzikanten om te spelen en te experimenteren. Zo is jarenlang de maandagavond voorbehouden aan 'Club Yellow Moon' waarop veelal wordt geëxperimenteerd met akoestische muziek en wereldmuziek. Hier komt onder andere de multi-culturele band East Meets West uit voort. 'Club Yellow Moon' groeit uit tot een singer/songwritersavond met optredens van bekende namen als Jeffrey Lee Pierce (The Gun Club), Jonathan Richman en Chuck Prophet.   
In 1991 ontstaat in Rotown het 'Barkeepersgala' naar een idee van Burgers financiële rechterhand Hugo Boudesteyn, waarop getalenteerd of ongetalenteerd barpersoneel uit heel Rotterdam mag komen zingen, begeleid door de Houseband.
De Stichting Kunstzinnige Vorming Rotterdam (SKVR) en de Zuid-Hollandse Popunie maken graag gebruik van het Rotownpodium met festivals en competities als 'SKVR Groepenpresentatie', 'Singer Songwriter Festival', 'Kleurrijk Talent' en 'De Grote Prijs Van Zuid-Holland'. Lokale bands worden regelmatig gepresenteerd in samenwerking met 3voor12 Rotterdam.
Immer populair is de 'Rotown Popquiz' die vanaf 2003 met regelmaat wordt verzorgd door het Rotterdamse marketingbedrijf en boekingskantoor Rock 'n' Roll Highschool. De presentatie hiervan is steevast in handen van ex-Jakhals Sjoerd van Oortmerssen die ooit begon als glazenhaler en barkeeper bij Rotown waarna hij tot 2007 werkte op het Rotownkantoor als publiciteitsmedewerker. De popquiz groeit uit tot het grootse evenement 'Popquiz Marathon' waar de meeste horeca op en rondom de Nieuwe Binnenweg aan deelneemt. De prijsuitreiking vindt nog altijd plaats in Rotown door Van Oortmerssen.

## De ruimte
In haar tijd als programmeur lukt het Majel Blonden om de populaire Amerikaanse band Grant Lee Buffalo voor Rotown te boeken. Als de band echter arriveert wordt er misprijzend naar de ruimte gekeken en laat de tourmanager weten dat de groep niet in restaurants speelt. Het concert wordt uiteindelijk verplaatst naar Nighttown. Dit is geen incident, in het begin bestaat Rotown alleen nog uit het café-gedeelte en veel bands hebben er bijvoorbeeld moeite mee om te moeten soundchecken met een, al of niet dinerend, publiek in de zaal. De vaste geluidsmensen van Rotown proberen zoveel mogelijk de artiesten hierin tegemoet te komen en bouwen zo een reputatie op van snelle werkers.
Aanvankelijk bevindt zich boven Rotown een etage met het Mexicaanse restaurant Picanteria. Met de komst van Pakkert wordt deze gesloten en wordt een keuken gevestigd in het huisje dat achter in de tuin van Rotown staat. De tuin zelf wordt provisorisch overdekt met zeil en uiteindelijk verbouwd tot restaurantgedeelte. Het probleem met de soundchecks is daar nog niet mee opgelost, want het café is nog steeds open en voordat het concert aanvangt moet het reeds aanwezige publiek ook nog worden gemaand tot vertrekken of het kopen van een kaartje. Wanneer de pizzeria naast Rotown verdwijnt, aarzelt Pakkert niet en koopt hij de leeggekomen ruimte. Dit is het begin van een grootschalige verbouwing vanaf 2003.
Voor het bijzondere ontwerp van een nieuw cafégedeelte tekenen architecten Peter Hopman en Eline Strijkers van Bureau Lakenvelder. Er worden afsluitbare doorgangen gemaakt tussen de oude en de nieuwe ruimtes en het laatste krijgt een heel eigen karakter mee, met wanden en meubilair van onbewerkt hout en achterin een grote glazen ruit die uitkijkt op een binnentuintje. Tussen de twee ruimtes wordt een etage hoger het toiletgedeelte geplaatst zodat deze vanaf beide kanten te bereiken is. Daarnaast biedt het nieuwe gedeelte ruimte voor een vaste expositie van live-foto's uit Rotown.
Nu kan het concertgedeelte afgesloten blijven tot de band klaar is met soundchecken. Ook het restaurant in de achterbouw wordt opnieuw onder handen genomen en zo gaat Rotown in 2007 zijn twintigste jaar niet alleen in met een groot feest, maar ook als een complex met drie ruimtes met eigen functies. In 2011 wordt in de nieuwbouw ten slotte de platenzaak Rotown Records geopend, in samenwerking met de Platenzaak Demon Fuzz die een assortiment van tweedehands en nieuw vinyl verzorgt.

## Uitgaanscafé en club
'Please smoke your joint in your own joint' staat in de beginjaren van Rotown prominent te lezen op een bord. Dat er niet geblowd mag worden in een hip muziekcafé is in 1987 ongebruikelijk en komt Rotown op de nodige kritiek te staan van de incrowd. De Rotterdamse groep Doppelgängers wijdt er zelf een nummer aan genaamd 'Snowtown', met het idee dat als je er geen softdrugs mag gebruiken, het wel een harddrugstent zal zijn. Maar Rotown ambieert vooral om helemaal geen drugstent te zijn waarin iedereen maar wat voor apegapen ligt. Al vanaf de begindagen gaat het 's morgens om 11 uur open en is het overdag een prettige, bijna rustieke ruimte voor koffie en een uitgebreid assortiment van broodjes en andere lunchgerechten. De muziek blijft daarbij op conversatiesterkte staan. Als in het voorjaar de zon gaat schijnen wordt het ruime terras geopend.
Vanaf de vroege avond staat Rotown in het teken van het restaurant dat zich in de achterbouw bevindt, maar bij drukte wordt er in geheel Rotown (tot op het terras) gedineerd. Daarna gaan de tafels in het café weg en is het - met name van donderdag tot en met zaterdag - tijd voor een band of dj. Tijd voor feest!
Waarschijnlijk dankzij dat blow-verbod is Rotown uitgegroeid tot een populaire uitgaansgelegenheid met een energiek publiek van vaste gasten en een voortdurende jonge aanwas van bijvoorbeeld studenten die naar Rotterdam komen. Toen in de jaren negentig het hele uitgaanscircuit in de ban was van de house en techno, zweepten Rotown-dj's als Bram Borsje, Hans Vermeer en Ronald Renirie vanuit hun dj-stek boven de huidige garderobe (voor de verbouwing van 2003 zaten hier de toiletten) het publiek op met de meest uiteenlopende platen: van rock tot soul en van indie tot disco; alles behalve uniforme house of techno. Een formule die nog steeds doorklinkt bij dansavonden van vaste dj's als DJ St. Paul, DJ Michiel en DJ Okkie, hoewel daar inmiddels best wat dance doorheen kan klinken.
Mirjam Koudijzer die tussen 1995 en 2010 als mede-eigenaar de horeca verzorgt, beschrijft Rotown en zijn publiek als volgt in een interview voor de 3voor12 website: 'Wat Rotown zoveel ‘staying power’ geeft, is de toegankelijkheid van het poppodium en het café. Hier komen ouders met hun kinderen, en later ook weer de kinderen met hun ouders. En het feit dat er geen deurbeleid is, ‘als je je gedraagt, ben je welkom’, zorgt voor een goede, niet arrogante sfeer.'

## Heden en toekomst
In 2012 viert Rotown zijn 25ste verjaardag. Het is in een kwart eeuw uitgegroeid van een baldadig initiatief van een groepje onervaren enthousiastelingen, tot een professioneel en strak georganiseerd bedrijf. Dit wordt in 2010 bezegeld met de prijs van 'Beste poppodium van Nederland' van Vereniging Nederlandse Poppodia en -Festivals (VNPF). 'Met een bescheiden capaciteit van 250 bezoekers weet dit podium zowel in Rotterdam, maar ook landelijk de toon aan te geven. De organisatie is al jarenlang in staat een belanghebbende programmering te presenteren, die landelijk maar een paar naasten kent. Vlak voordat acts doorbreken staan ze op het podium van Rotown.' aldus het juryrapport.
In interviews naar aanleiding van het zilveren jubileum laat Pakkert weten dat hij trots is op die professionele groei maar dat hij daarnaast ook de functie van stadscafé weer in ere wil herstellen en meer ruimte gaat bieden aan lokale initiatieven: 'Het gebeurt wel dat hier mensen werken als barkeeper of glazenhaler en vervolgens ergens anders een dj-avond of concert organiseren. Als iemand een leuk idee heeft dan moet dat te verwezenlijken zijn.' Speciaal voor deze, meer op de stad geënte activiteiten trekt Rotown in 2012 programmeur Stephan Maaskant aan. Koudijzer wordt in 2010 opgevolgd door Jessica Hogerhuis.
Maar Rotown zoekt ook naar locaties om grotere concerten te organiseren. Er vinden gesprekken plaats met onder andere Hal 4 en LP II. Pakkert en Rutchie zijn respectievelijk als organisator en programmeur betrokken bij het poppodium WATT dat zich in 2008 vestigt in het voormalige Nighttown-complex maar trekken zich hier al vroeg uit terug voordat de club failliet gaat in 2010.
25 jaar Rotown wordt gevierd met onder andere een concert van de Haarlemse groep Chef'Special (waarvoor wordt uitgeweken naar de grote zaal van Nieuwe Oogst), een reünie-concert van de Rotterdamse jaren tachtigband Spasmodique en een concert van de Deense groep The Astroids Galaxy Tour (die daarnaast op Pinkpop speelt). Van Spasmodique brengt Rotown Records een verzamelalbum uit, een nieuw initiatief dat tegelijk teruggrijpt naar de lp 'Live At Rotown' uit 1988. Rotown mag zijn geprofessionaliseerd maar het artistieke motto waaronder Pakkert zijn veelzijdige muziekpodium leidt wijkt niet eens zoveel af van het oorspronkelijke initiatief: 'Ik vind het vooral interessant om samen met mensen iets te bedenken en leuke dingen te organiseren.'